# جوزيف دبليو. مكارثي
جوزيف دبليو. مكارثي (بالإنجليزية: Joseph W. McCarthy)‏ هو مهندس معماري أمريكي، ولد في 22 يونيو 1884، وتوفي في 1965.